# Microsoft Security Essentials
Microsoft Security Essentials（簡稱，直译微软安全要点）是由微軟开发及发行的免费杀毒软件，用于防止计算机病毒、间谍软件、Rootkit和木马等恶意软件，取代了Windows Live OneCare和Windows 7及更早期版本中内置的Windows Defender。4.5前的版本可在Windows XP、Windows Vista、Windows 7运行，但Windows 8起系统已内置Windows Defender，无法运行MSE；4.5及以后的版本不能在Windows XP运行。最终用户许可协议允许家庭用户和小企业免费安装和使用本产品。
它基于与其他微软防病毒产品相同的扫描引擎和病毒定义，提供实时保护，不断检测计算机上的活动，在创建或下载新文件时扫描新文件，并禁用检测到的威胁。它缺少OneCare个人防火墙和Forefront Endpoint Protection集中管理功能。
微软于2008年11月18日宣布推出自己的反病毒软件，反病毒软件行业对此褒贬不一。赛门铁克、迈克菲和卡巴斯基实验室三家相互竞争的独立软件供应商将其视为不值得竞争的对手，但AVG科技和Avast Software赞赏它有可能增加消费者对杀毒软件的选择。AVG、迈克菲、Sophos和趋势科技声称，将该产品集成到Microsoft Windows将违反竞争法。
该产品以其简洁的用户界面、较低的资源使用率和免费软件许可证而获得普遍的积极评价，并于2009年10月获得AV-TEST认证。但认证在2012年10月撤销，表明产品的保护和修复功能在不断下降。2013年6月，MSE得到最低的保护得分，即0分。据OPSWAT2012年3月的报告，MSE是在北美地区最流行的和世界第二流行的杀毒软件，因此一些恶意软件试图模仿它的外观。

## 功能
MSE默认自动检查更新，每天由Microsoft Update自动下载更新病毒定义三次，用户也可以从Microsoft Security Portal网站手动下载更新。2011年9月30日，病毒定义更新出错，软件将Google Chrome标记为恶意软件，这失误在3小时内得到修正。MSE的早期版本可以在Windows XP、Windows Vista、Windows 7运行，而4.5及更高版本不能在Windows XP运行，而且微软于2015年7月14日停止为Windows XP自动更新定义，但用户仍可手动更新定义。
MSE基于OneCare來开发，使用与其他微软安全产品相同的病毒定义，并用微软恶意程序保护引擎（Microsoft Malware Protection Engine，MSMPENG）來扫描，但没有OneCare的个人防火墙和Microsoft Forefront的集中管理功能。
MSE提供实时保护，能够实时监视电脑上的活动，并扫描创建和下载的新文件。它隔离检测到的威胁，并提示用户选择如何处理威胁。如果用户在10分钟内没有回应，MSE将根据病毒定义执行指定的默认动作，必要时会在移除恶意软件时创建系统还原点。作为实时保护的一部分，MSE默认会向基于网络的微软主动保护服务报告受监控程序的所有可疑行为。如果报告与新发现的恶意软件威胁和尚未正式发布的定义相匹配，MSE将会下载新定义以移除威胁。
MSE的硬件要求取决于操作系统。Windows XP要时钟频率为500MHz的处理器和256MB内存。Windows Vista或Windows 7需要时钟频率为1GHz处理器和1GB内存。它还需800×600像素的显示器，200MB可用硬盘空间和互联网连接。MSE有32位和64位版。
MSE针对低配置设备做了优化，如只有1GB内存和Celeron核心的UMPC。MSE已包括Windows Defender的功能，如果系统有运行Windows Defender，MSE会把Windows Defender关闭。

## 发展
微软在2006年5月開始提供一体化的Windows Live OneCare，其在Windows防惡意軟件市场上只有2%的市場占有率。事實上，MSE出現前，市場上已經有AVG、Avast、Avira AntiVir等不少免費的防惡意軟件，它們已佔有不少的市場。OneCare在2009年6月终止服務。
2008年11月18日，微软宣布计划发布免费的消费者安全产品，代号为Morro（意为“小丘”）。这标志微软改变了在消费者杀毒软件市场的策略：Morro将成为占用系统资源较小的免费杀毒软件，而不是带有许多附加工具（如备份和个人防火墙）并需要订阅的安全产品。微软在线服务和Windows部门的产品高级主管艾米·巴兹杜卡斯（Amy Barzdukas）称，Morro将不会与其他商业杀毒软件直接竞争，而是将没有或不希望购买杀毒软件的五六成PC用户作为目标。2009年6月17日透露Morro的官方名为“Microsoft Security Essentials”。
2009年6月23日，微软向美国、以色列、中国和巴西的用户发放了75000份測試版，一天后关闭下载，显示“目前我们不接受额外参与者”。微软计划在2009年底发布面向20座市场和10种语言的产品，最终版于2009年9月29日发布。

### 2.0版
在首次发布近一年后，微软悄然发布了MSE的第版本。新版于2010年7月19日进入技术预览阶段，正式版于2010年12月16日发布。它包含了适用于Windows Vista和Windows 7的网络入侵检测系统——“网络监测系统”（英語：Network Inspection System，NIS），激活该系统需要单独一组定义更新。新版还有用启发法检测恶意程序的引擎，并与Internet Explorer整合，以防止网络攻击。

### 4.0版
2.0版发布十六个月后，微软跳过3.0版，发布4.0版。公开测试于2011年11月18日开始，当时微软并没有向受邀的潜在参与者宣布版本号。首份测试版于2011年11月29日发布，最终版则于2012年4月24日发布。微软随后启动了预发布计划，为参与者提供最新的测试版并接受反馈。

### 4.5版
2014年2月21日，4.5版进入测试阶段。同日，微软宣布自此版本后，MSE将不再支持Windows XP。旧版仍可接收病毒定义更新，到2015年7月14日后，可以继续使用微软的网站手动更新定义。2020年1月14日起，MSE停止服务，微軟不再提供下载。

### 終止支援
MSE已正式结束支援Windows Vista和Windows XP。这些系统仍能运行较旧版的MSE，但最新的定义已不再兼容。虽然于2020年1月14日结束支持Windows 7，但微软将在2023年前继续为用户提供病毒定义更新。
Windows 8及以上版本的系统已内置安全组件Windows Defender，不能运行MSE。2011年9月13日的安纳海姆的BUILD大会上，微软发布Windows 8开发者预览版，内置的安全组件能够防止受感染的USB闪存盘在操作系统启动时破坏系统。9月15日，微软在Windows 8开发者博客中确认，Windows 8中的Windows Defender将会有防病毒的功能。在包含的视频中，微软的杰森·加姆斯（Jason Garms）展示了将Windows Defender在Windows 安全中心中注册为杀毒软件和反间谍工具的方法，以及Windows Defender拦截强制运行的恶意软件的过程。2012年3月3日，Softpedia审查了Windows 8开发者预览版，并注意到Windows Defender与MSE4.0 Beta在外观上的相似之处。Softpedia称，从Windows 7升级到Windows 8时，安装程序要求卸载MSE。

## 授权协议

MSE的弹出式通知表明，识别出Windows许可证问题，MSE将停止工作，直到问题解决

家庭用户可在个人电脑不限次数免费下载、安装并使用MSE，唯需每台电脑都有Microsoft Windows的合法许可副本。从2010年10月开始，小型企业也可在至多10部设备安装该产品，但不可在政府机构或学术机构的设备使用，同时禁止逆工程、逆编译或逆汇编该产品，或是绕过其设计限制。
MSE无需在安装時注册或提交個人資料，但在安装時及安装完成后，Windows正版增值计划会验证操作系统许可证是否有效，如果许可证无效，MSE将通知用户，并在一段时间后停止运行。

## 评价

### 行业反响
MSE的发布及公开亮相引起了杀毒软件行业的不同反响。MSE的三間主要竞争厂商赛门铁克、迈克菲和卡巴斯基实验室称其不如自家产品。赛门铁克诺顿产品的工程副总裁延森·梅格思（Jens Meggers）认为其“非常平庸，没有突出特点”。赛门铁克的汤姆·鲍利奇（Tom Powledge）敦促他的顾客注意他们选择的保护，并称OneCare提供了“不合格的保护”和“劣质的用户体验”。迈克菲的全球公共关系总监尤里斯·埃弗斯（Joris Evers）说：“OneCare的市场份额不到2%，我们理解微软决定将注意力转移到他们的核心业务上。”卡巴斯基的贾斯汀·普里斯特利（Justin Priestley）认为微软“在消费者市场的份额持续低迷，我们不认为OneCare的退出会改变市场格局。”
Avast Software对MSE有矛盾的观点。Avast Software的CEO文斯·斯特克勒表示：“MSE虽然不是万金油，但也不是一些人所谓的One Care（原文如此）失败续作。”AVG科技的一位代表说：“我们认为这在杀毒软件行业中是积极的一步。AVG在过去八年里相信免费杀毒软件是正确的。”但是，AVG对分发产品提出了问题：“微软要做的不只是提供这产品，还应该做更多事。”并补充说，把产品整合到Microsoft Windows将会违反競爭法。迈克菲、Sophos和后来的趋势科技申明，如果微软将其与Windows捆绑，反垄断诉讼会随之而来。
MSE的发布影响了其他杀毒软件厂商的股票。2008年11月19日，在微软宣布Morro代号后，赛门铁克和迈克菲的股价分别下跌9.44%和6.62%。2009年6月10日，在宣布即将推出测试版后，微软股价上涨2.1%，赛门铁克和迈克菲的股价分别下跌0.5%和1.3%。FBR Capital Markets的分析师丹尼尔·艾夫斯（Daniel Ives）认为，MSE将会成为“长期竞争威胁”，但短期影响不大。

### 评价和奖项
公开测试版在低资源占用率、简洁的用户界面和价格方面获得了一些评价。华盛顿邮报的布莱恩·克雷布斯报告在Windows 7上执行快速扫描需要10分钟，完整扫描需要45分钟。Ars Technica对它有条理的界面、低资源占用率和价格免费给予了积极评价。
PCWorld的尼克（Nick Mediati）注意到MSE的明确简洁和选项卡式的用户界面。然而，他发现一些神秘和令人困惑的设置：默认采取的“推荐操作”，它的唯一解释只能在帮助文件找到。最初他还因更新感到疑惑，因为用户界面没有提到MSE将会自动更新，而不必手动通过“更新”选项卡更新；最终版增加了这功能的解释。
PC Magazine的尼尔（Neil Rubenking）成功在12台受恶意软件感染的系统安装测试版，并评价了它的小尺寸安装包（约7MB，取决于操作系统）和快速的安装过程。但首次病毒定义更新需要5至15分钟，且完整安装会占用110MB左右的磁盘空间。尼尔还注意到在安装过程中会切换Windows Update到全自动模式，但之后可以通过Windows控制面板手动切换回来。一些完整扫描在受感染的系统上可能需1小时以上；在未感染的系统上约35分钟。尼尔于2009年6月使用MSE测试版的一次扫描测试中，MSE发现了89%的恶意软件：30%的商业键盘记录程序和67%的Rootkit，但只发现了一半的伪安全软件样本。产品的实时保护發现了83%的恶意软件并拦截了大多数：发现了40%的商业键盘记录程序和78%的Rootkit。

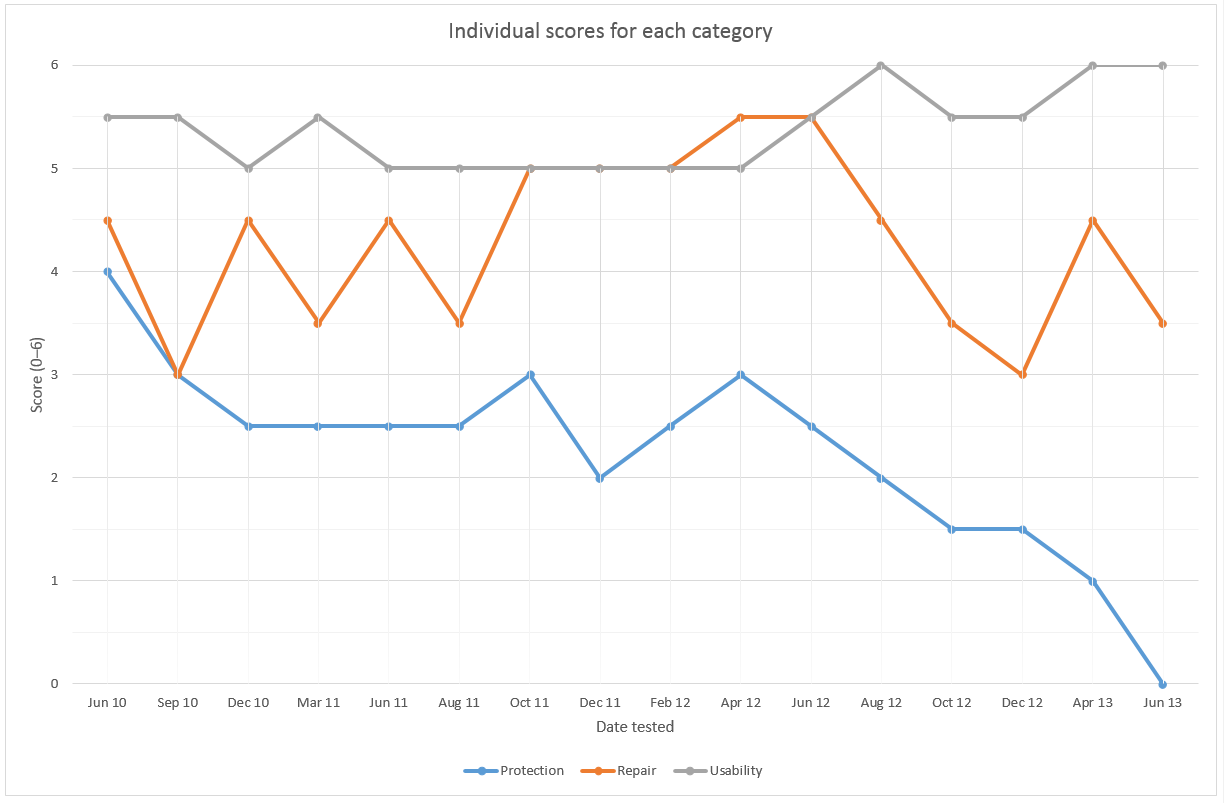
AV-TEST从2010年6月到2013年6月测试MSE的结果：保护、修复和易用

2010年1月7日，MSE赢得了PC Advisor的“最佳免费软件”奖项。同年12月，它因其对新或未知恶意软件的55%的主动防御检测率、低误报率（测试时发生了6次）和总体性能，分别赢得了AV-Comparatives的铜奖（Bronze）、银奖（Silver）和铜奖。
2009年10月，AV-TEST试用了一系列最终版的杀毒软件，MSE从545,034个计算机病毒、電腦蠕蟲、特洛伊木马样本中检测到98.44%，并在1222款间谍软件和廣告軟體中检测到90.95%。它还检测并清除了所有25种Rootkit，并没有误报。2010年6月到2013年1月之间，AV-TEST共测试了MSE14次；其中11次，MSE通过了AV-TEST超过杀毒软件行业平均水平的认证。MSE2.0于2011年3月通过认证。产品得到了保护分数6分中的2.5分，修复分数6分中的3.5分和易用度6分中的5.5分。报告显示自2.0版开始，MSE可以发现所有WildList中的恶意程序样本，但缺少个人防火墙和防垃圾邮件功能，无法防禦基于网络的攻击。在2012年4月的测试中，2.1版分别在保护、修复和易用方面取得3.0、5.5和5.0分。4.0版于2012年6月在Windows 7 SP1（x64）测试，并分别在三方面取得2.5、5.5和5.5分。2012年10月，在对MSE4.1的测试中，产品因它在三方面分别取得1.5、3.5和5.5分而失去了AV-TEST认证。
AV-TEST的2011年年度评价中，MSE在保护方面排名最后，修复和易用度分别排第七和五。2012年的评价中，保护功能排名最后，易用度排名第一，但它失去了认证，没资格得到易用奖。2013年6月，MSE得到了最低的保护得分0。
随着时间推移，微软大幅提高了MSE的检测能力，在AV-TEST于2018年2月的最新测试中，MSE在“对零日恶意软件攻击的保护，包括网络和电子邮件威胁（真实世界测试）”和“对过去4周内发现的广泛和普遍的恶意软件的检测（AV-TEST参考集）”类别中，检测了100%恶意软件样本，为其赢得了AV-TESTS的“顶级产品”奖。

## 市场份额
2010年9月29日，初始版发布已满一年，微软宣布MSE有超过3000万用户。2011年1月，OPSWAT发布的安全行业市场份额分析（英語：Security Industry Market Share Analysis）称它为世上極流行的杀毒软件，占全球市场的10.66%:5和北美市场的15.68%:4。该报告还显示微软凭借17.07%的市场份额成为北美市场第一:3以及世界第四的杀毒软件供应商:2。
PCWorld的邓约翰（John Dunn）分析报告后注意到，免费杀毒软件正在成为新宠：“毕竟，免费杀毒软件已出現了许多年，但往往將它们视为付费软件的穷亲戚。”他认为MSE影响用户选择免费杀毒软件。
2011年9月，OPSWAT有报告指出MSE市场份额繼續增加，成为世界第二流行的杀毒软件，且在北美最流行。OPSWAT在2012年3月的报告称产品維持了過去在杀毒软件市场上的地位，全球市场份额提高了2%，北美則提高了3%。CNET News的塞思·罗森布拉特（Seth Rosenblatt）评论产品市場份额在2010至2012年間從7.27%增长到10.08%时说：“去年推出的轻量级安全套装促使了爆发式增长”。

## 恶意软件模仿
MSE流行使不少模仿它外观的恶意软件出现。2010年2月，网上出现自称“Security Essentials 2010”的流氓安全软件。微软命名它为“TrojanDownloader:Win32/Fakeinit”，但它外观並不似微软产品。它于2010年11月再次出现，并自称“MSE2011”。更危险的流氓软件在2010年8月出现，名为「Rogue:Win32/FakePAV」或「Unknown Win32/Trojan」，它非常似MSE，并用复杂的社会工程学，藉五款虚假的防毒软件欺骗用户并感染系统。它可终止并禁止启动156种不同程序，包括注册表编辑器、命令提示字元、Internet Explorer、Mozilla Firefox、Opera、Safari和Google Chrome。

## 脚注
1. ↑  据AV-TEST称：（MSE）性能级别被看作达到了行业平均成绩。[...]家庭产品必须在18分总分中取得至少10分，并在每个测试类别中至少获得1分才能取得"AV-TEST CERTIFIED"认证徽章。[63]